# Recești, Șoldănești
Recești este un sat din cadrul comunei Dobrușa din raionul Șoldănești, Republica Moldova.